# Microrégion de Sobral
 (février 2025).
Si vous disposez d'ouvrages ou d'articles de référence ou si vous connaissez des sites web de qualité traitant du thème abordé ici, merci de compléter l'article en donnant les références utiles à sa vérifiabilité et en les liant à la section « Notes et références ».

Localisation de la microrégion de Sobral

La microrégion de Sobral est l'une des sept microrégions qui subdivisent le nord-ouest de l'État du Ceará au Brésil.
Elle comporte 12 municipalités qui regroupaient 362 491 habitants en 2006 pour une superficie totale de 8 234 km2.

## Municipalités[1]
- Cariré
- Forquilha
- Graça
- Groaíras
- Irauçuba
- Massapê
- Miraíma
- Mucambo
- Pacujá
- Santana do Acaraú
- Senador Sá
- Sobral